# 心合寺山古墳

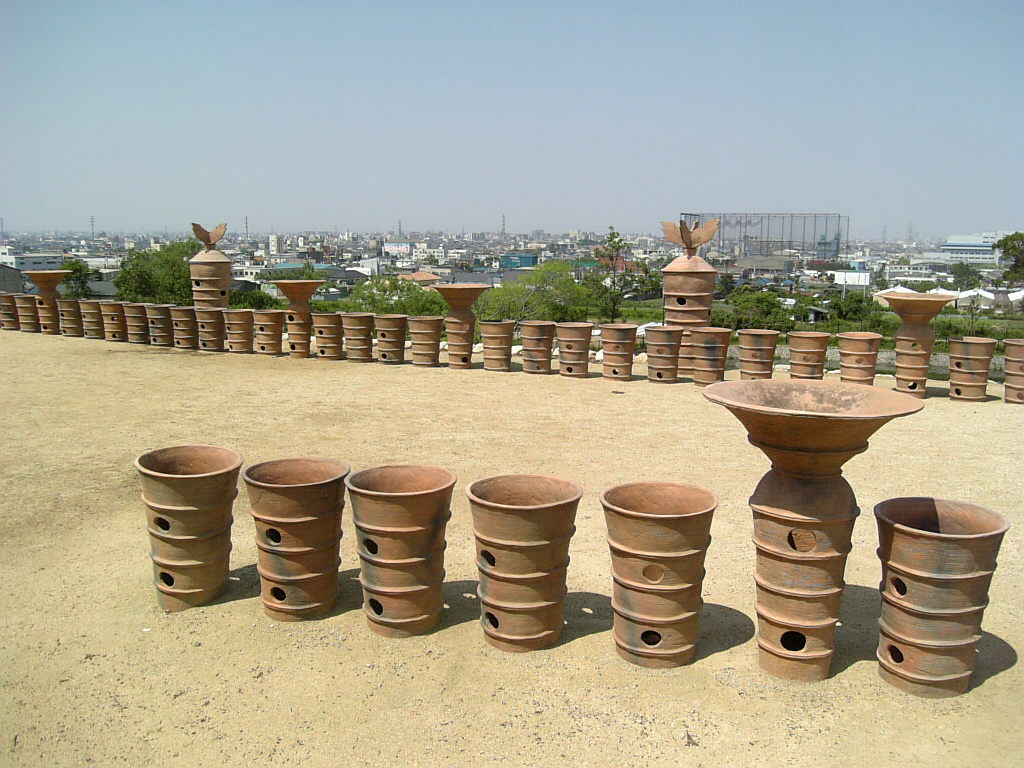
心合寺山古墳に並べられた円筒埴輪

心合寺山古墳 （しおんじやまこふん）は、大阪府八尾市大竹にある古墳。墳丘部分は南北に全長約160メートルあり、八尾市はもちろん、中河内地域を代表する大規模な前方後円墳である。

## 概要

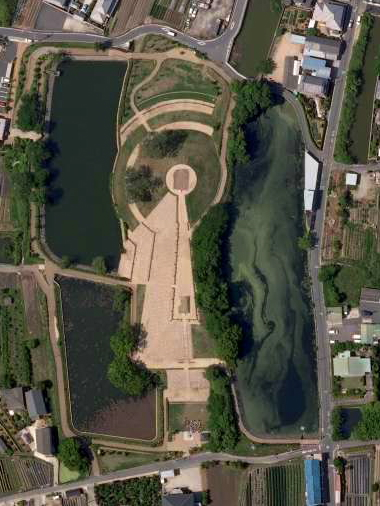
心合寺山古墳の空中写真。

全長約160メートルの規模を有する。後円部の直径が約92メートル・高さ約13メートル、前方部の幅が約90メートル・高さ約12メートルの前方後円墳である。前方部が南方、後円部が北方にあり、墳丘は三段築成となっている。 また、生駒山地の麓に等高線に沿うように築かれて、周濠は南側と北側の2か所で堤を造って区切られているため、その東西で水位の異なる珍しいつくりとなっている。
近年、史跡公園として整備され、墳丘の平坦部には円筒埴輪（レプリカ）が並べて立てられている。復元整備にあたって、後円部中腹にある2本のキリの大木を保存する案と伐採する案があったが、結局残すことになった。 これまでの発掘調査で出土した副葬品等は、古墳の脇にある八尾市立しおんじやま古墳学習館で展示されている。
なお、心合寺山古墳出土の「囲形埴輪」に類似した構造の板塀跡が奈良県御所市の秋津遺跡より発見され、注目されている。

## 歴史
- 古墳時代の中期、5世紀初め頃に作られたといわれる。当時このあたりを支配していた豪族の墓と考えられている。
- 飛鳥時代、この古墳の西側に心合寺（しんごうじ）とよばれる寺院ができた。この古墳の名の由来といわれる。しかし、この寺はいつしか無くなり、また、名前の言い回しも訛ってしまい、「しおんじ」になってしまったと考えられている。
- 墳丘は現在までほぼ原形をとどめていた。1966年（昭和41年）2月25日に 国指定史跡 に指定された。
- 1993年（平成5年）から「史跡整備事業」に伴う本格的な発掘調査を開始。2003年までにかけて10次にわたって実施。
- 2001年（平成13年）から2005年（平成17年）にかけて整備工事をおこなった。

## 発掘調査でわかったこと

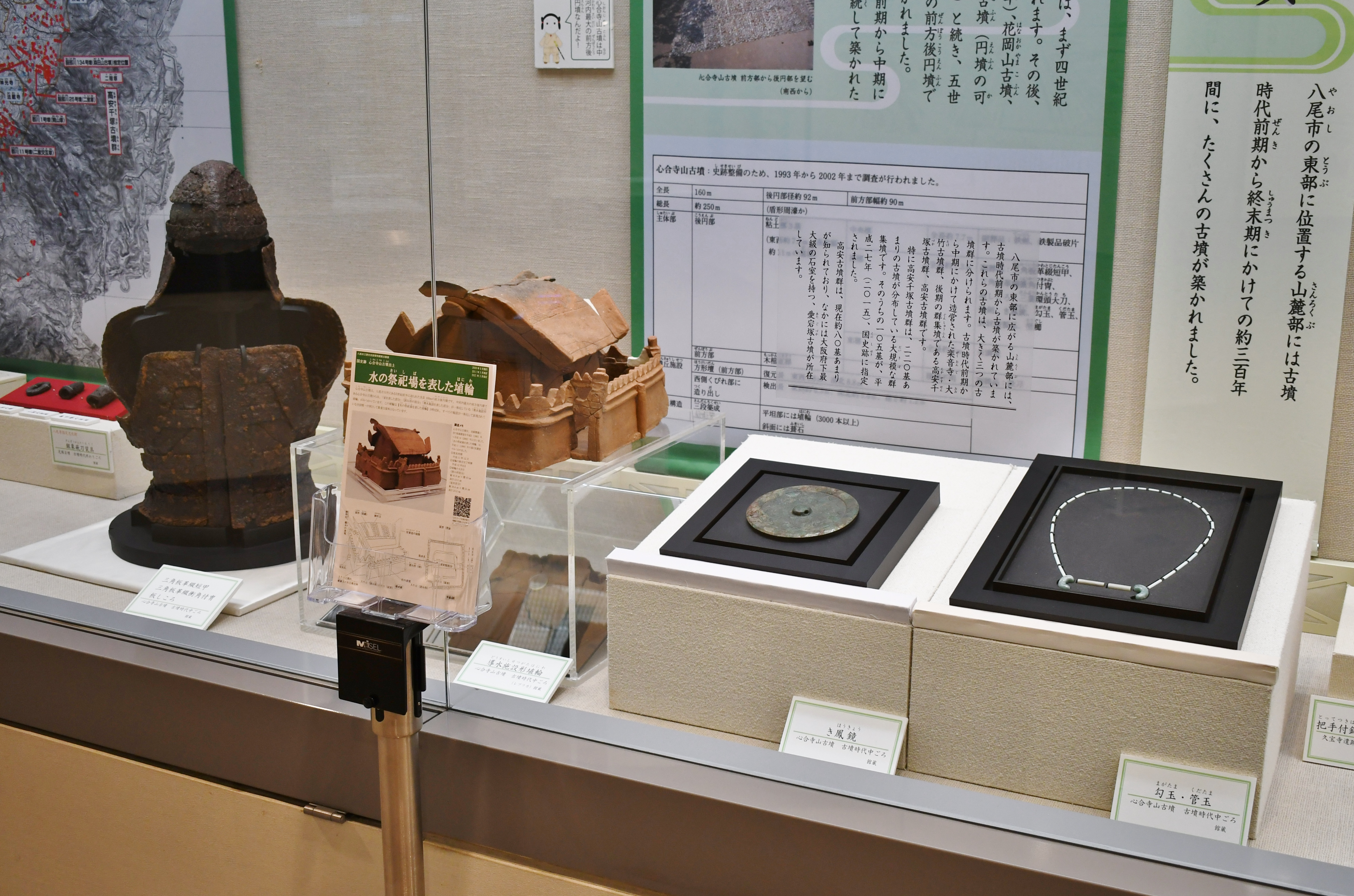
出土品八尾市立歴史民俗資料館展示。

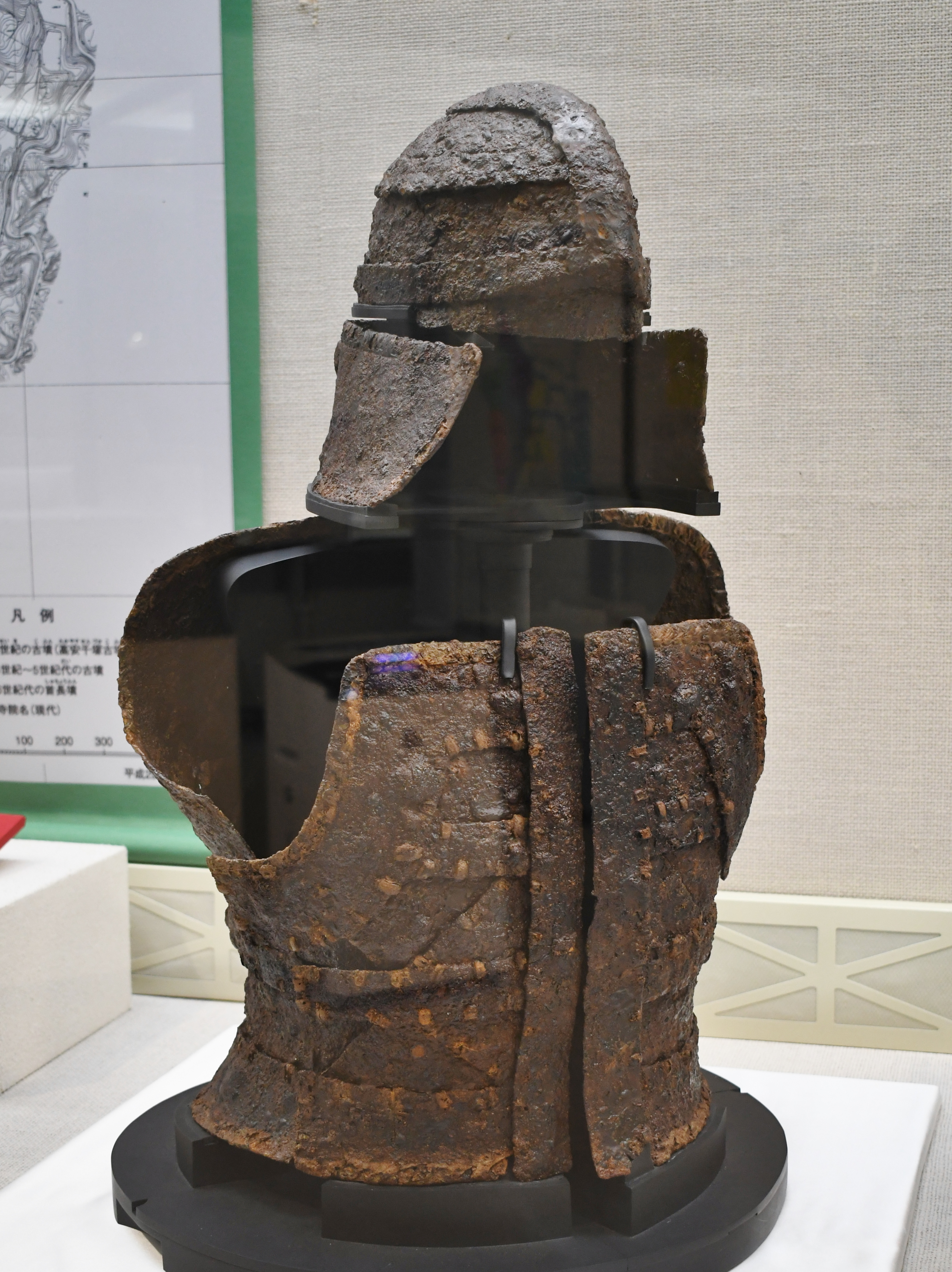
甲冑八尾市立歴史民俗資料館展示。

- 墳丘各段の平坦部に約3,000本の円筒埴輪が並べられていた。並べ方には規則性があり、円筒埴輪、器財埴輪、形象埴輪を規則正しく組み合わせて並べられていた。
- 墳丘部の斜めになった部分は全面に葺石が葺かれていた。
- 前方部墳頂部の中央に「方形壇」と呼ばれる施設が確認された。その下に埋葬施設1基があった。
- 後円部墳頂部に長さの異なる粘土槨の埋葬施設3基があり、そのうち西側の「西槨」で木棺が確認された。周囲から、夔鳳（きほう）鏡、甲冑、大刀、鉄剣などのさまざまな副葬品が発掘された。
- 西側のくびれ部には「造り出し」と呼ばれる方壇状の部分があり、さまざまな埴輪が置かれていたと考えられている。

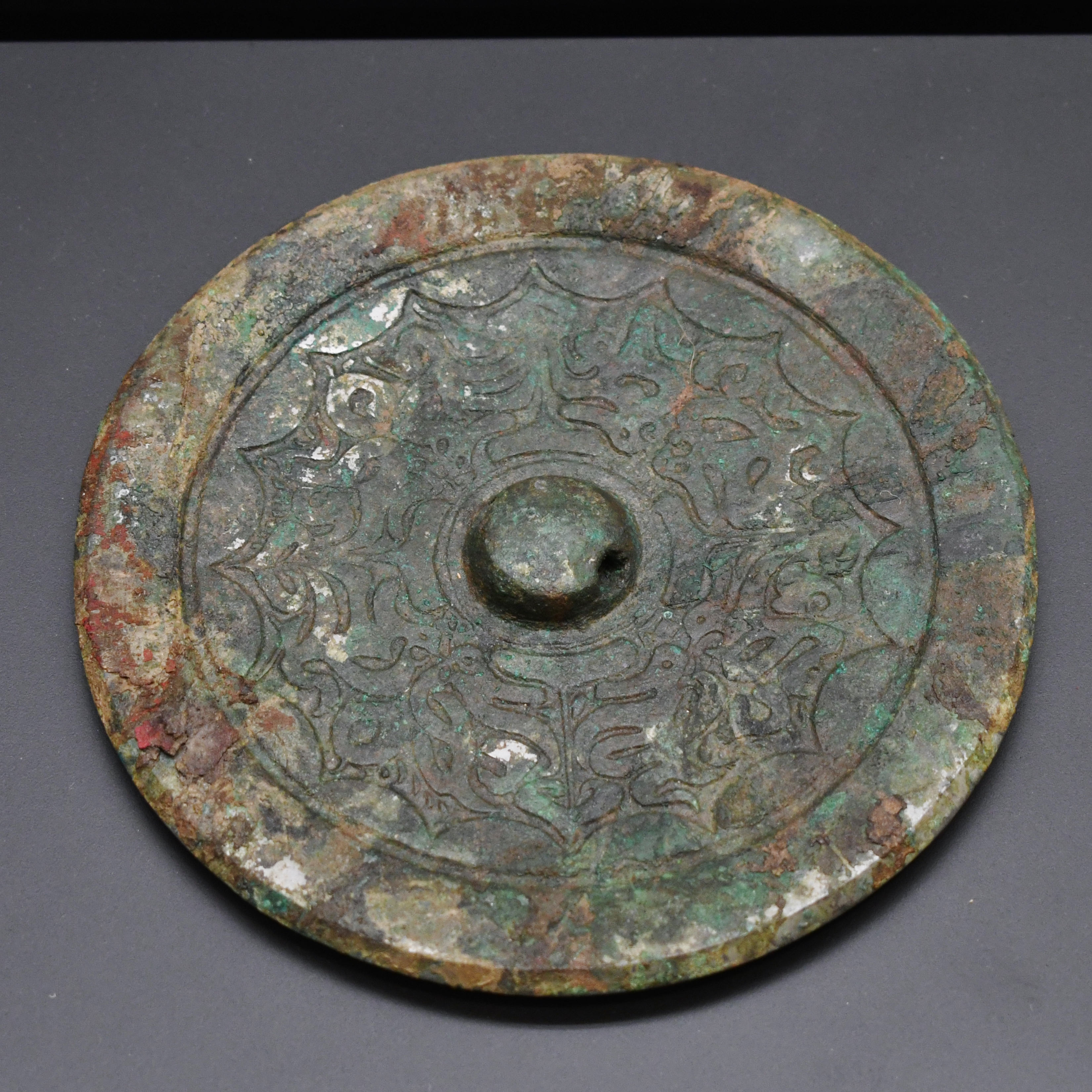
夔鳳鏡
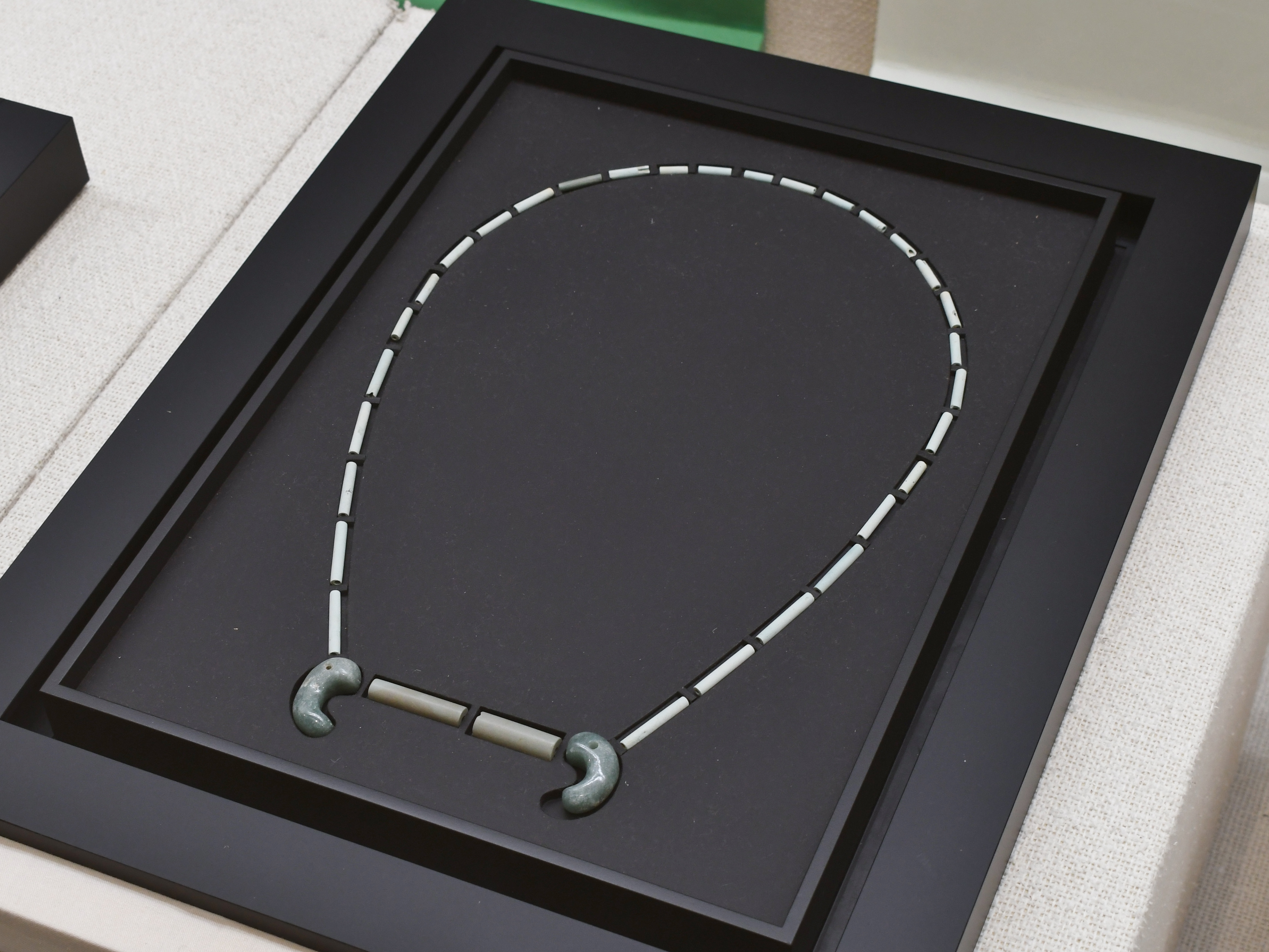
勾玉・管玉
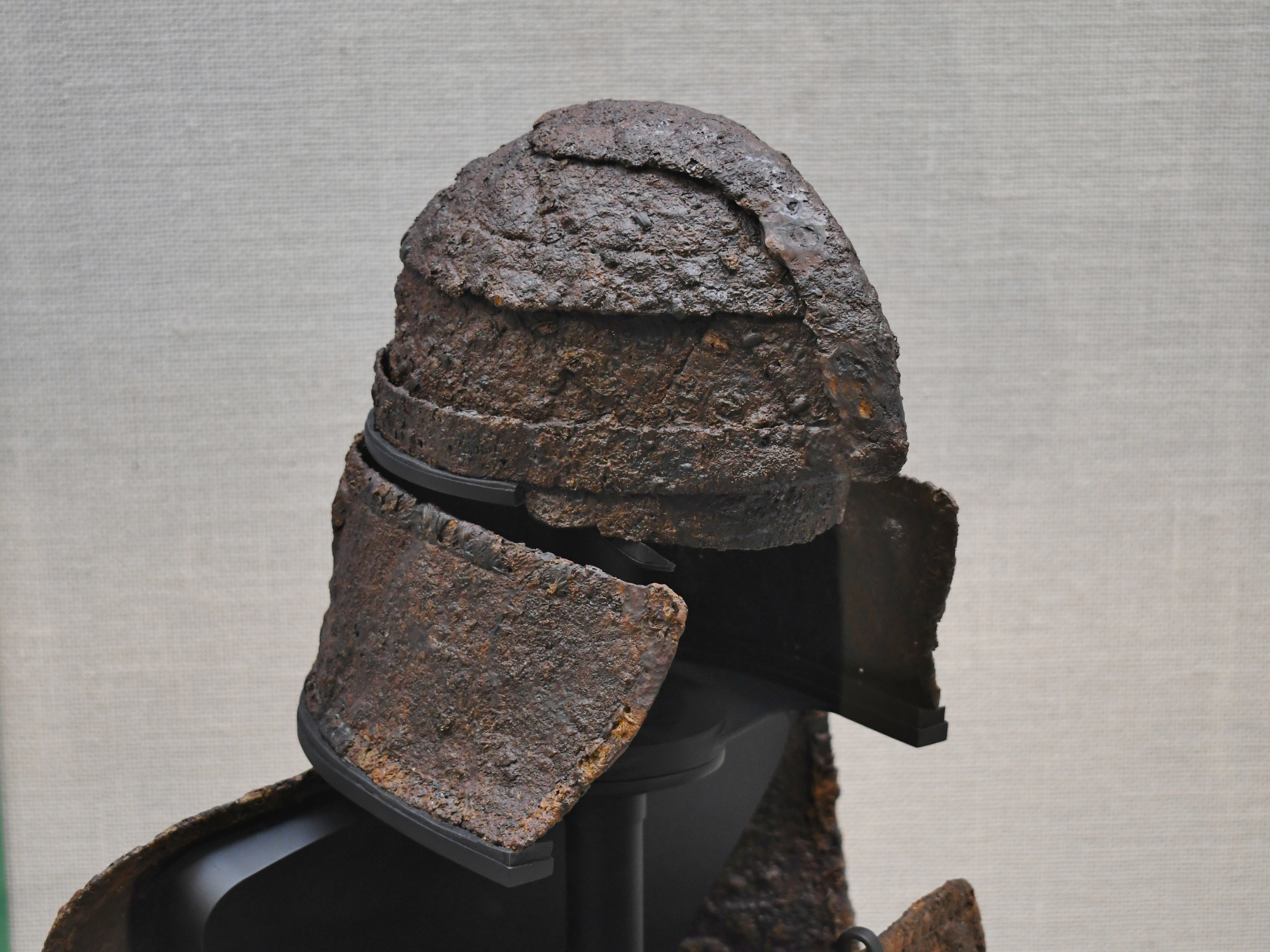
三角板革綴衝角付冑・板錣
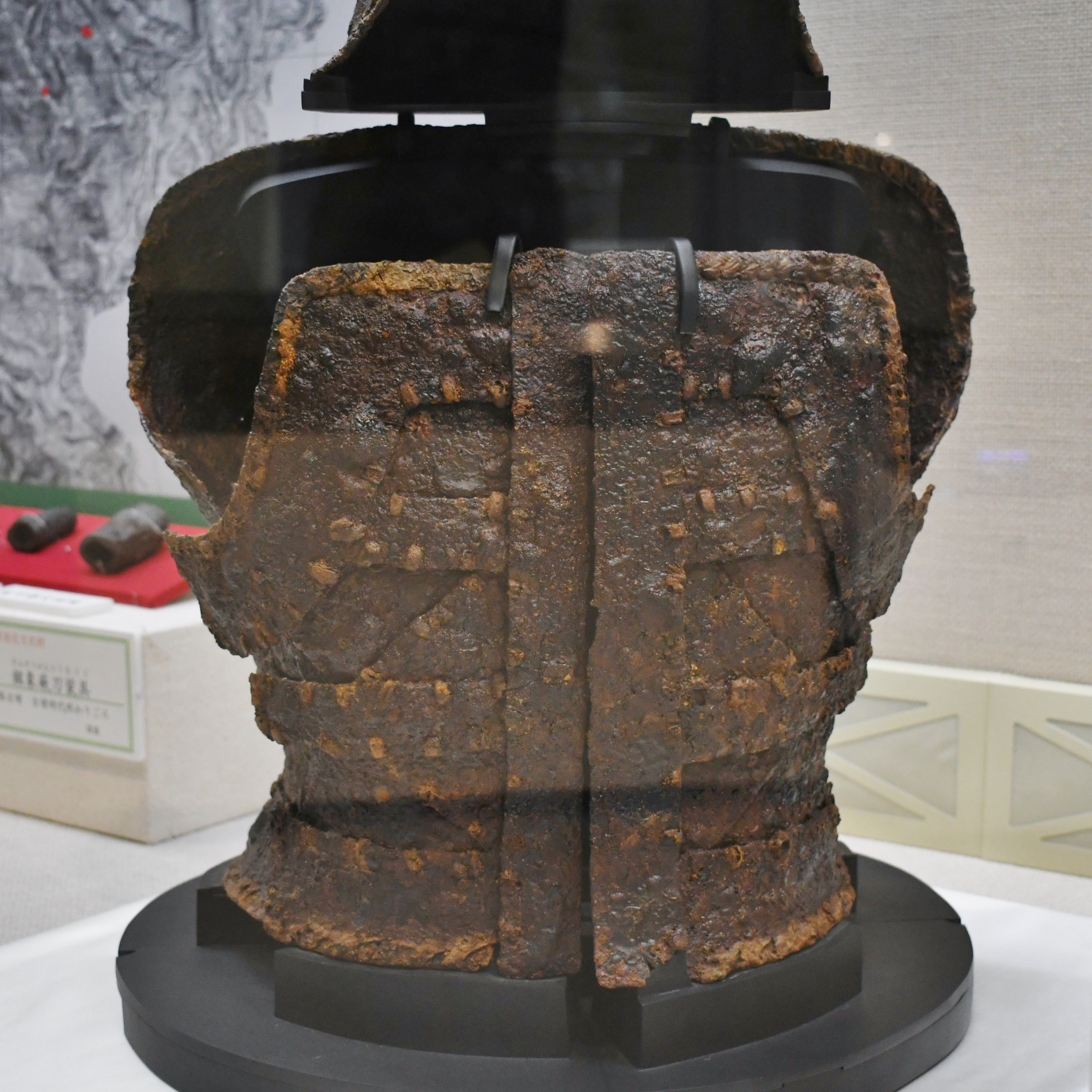
三角板革綴短甲
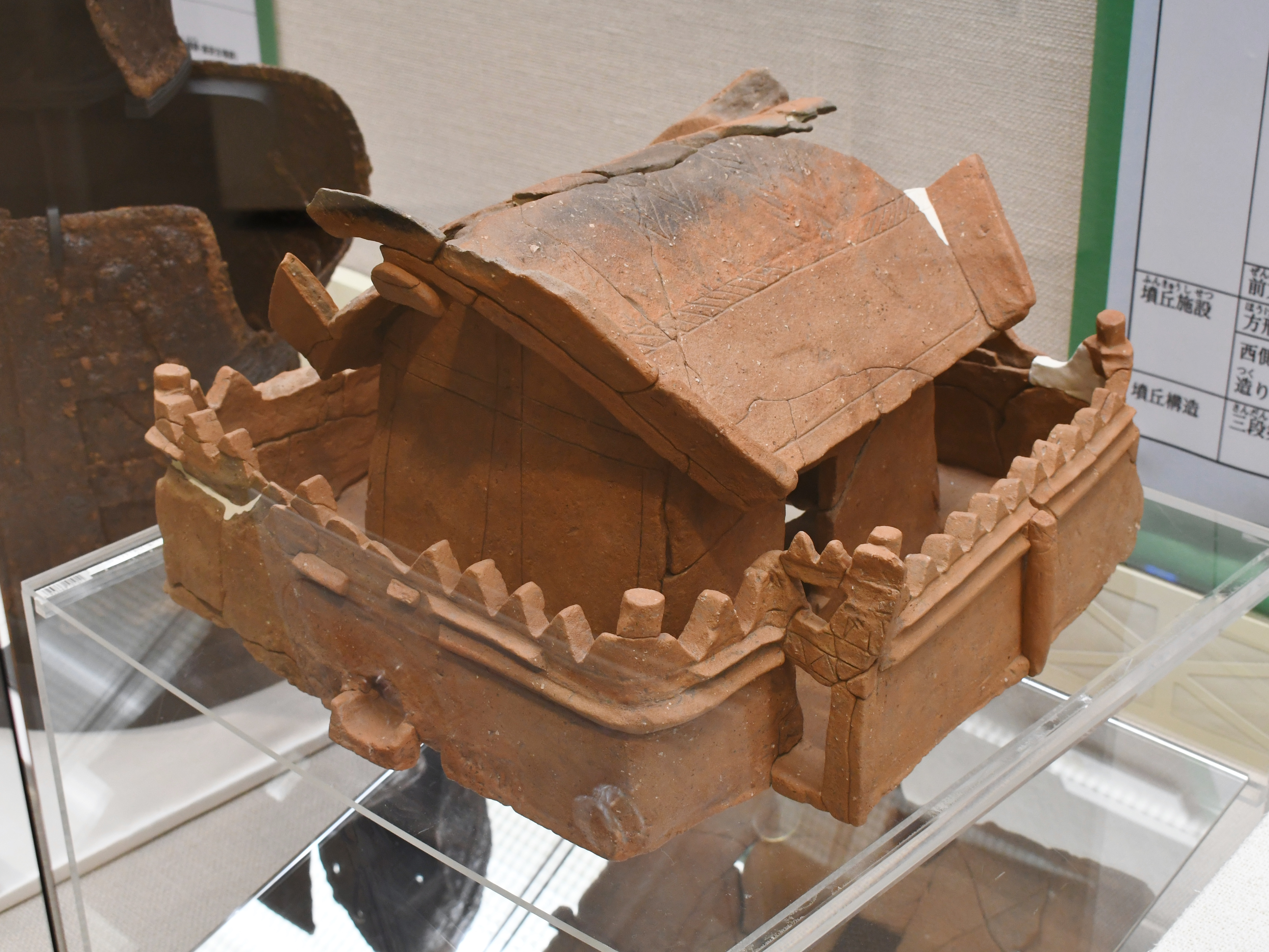
導水施設形埴輪（複製）

## 交通アクセス
公共交通機関
近鉄大阪線河内山本駅下車、近鉄バス「瓢箪山駅」行きで大竹停留所下車、徒歩約5分
近鉄信貴線服部川駅下車、北に徒歩約20～25分 （約1.5km、途中に八尾市立歴史民俗資料館）
自家用車国道170号（旧道）水越東交差点 と 楽音寺交差点の間の辻（メガネ屋がある）を東へすぐ。隣接の八尾市立しおんじやま古墳学習館に有料駐車場あり。

## 参考資料
- 八尾の文化財「国指定史跡 心合寺山古墳」 （八尾市刊行物番号 H16-119）